# Löcherkogel
Der Löcherkogel ist ein 3324 m ü. A. hoher Berg des hinteren Kaunergrats, eines Gebirgszuges der Ötztaler Alpen. Zusammen mit Wurmtaler Kopf, Hapmesköpfen und Grubenkarspitze umgrenzt er das große Gletscherkar des Rifflferners, an dessen nördlicher Seite er liegt. Er besitzt einen markanten, steilen, domartigen Gipfelaufbau mit drei ausgeprägten Graten nach Norden, Südosten und Südwesten.
Über den Nordgrat ist er mit K2 und dem ihn nur leicht überragenden Rostizkogel verbunden. Nach dem Löcherkogel sind auch die Gletscher der Hochregion benannt. Direkt nördlich seines SO-Grates liegt der südliche Löcherferner, während mittlerer und nördlicher Löcherferner beim Rostizkogel liegen. Aufgrund seiner Höhe und seiner Lage ist der Löcherkogel ein hervorragender Aussichtspunkt.

## Routen
Es führen mehrere Routen auf den Gipfel des Berges. Die wichtigsten sind:
- Von Norden: Aus dem Pitztal oder dem Kaunertal auf das Rostizjoch. Über den Nordgrat mäßig schwierig zum Gipfel (II)
- Von Süden: Vom Rifflsee auf dem Offenbacher Höhenweg ins Rifflkar und auf die Moränenhalden weit hinten. Wenn sich der Gletscherbach verzweigt („Die Löcher“) rechts vom Weg ab und entlang der Gletscherbäche und Felsterrassen im Bogen nach Norden herum ins nördliche Becken des Rifflferner. Über den Ferner bis unter die steile, felsige Südflanke des Berges. Nun über steilen Fels und Schutt zum Gipfelaufbau des Löcherkogels, den man von Osten her über den Südostgrat ersteigt.
- Von Südosten (fast eisfreier Weg): Wie bei obiger Route bis zum Rande des Rifflferners. Nun direkt nördlich über Gletscherreste und Firn zur Südostflanke des Löcherkogels. Über die steile Felsenflanke (teils brüchiger, teils griffiger Fels) empor zum Grat. Über den meist leichten Südostgrat mit einigen Umgehungen in der Südseite zum steil emporragenden Gipfelaufbau und in griffigem Fels zum Gipfel mit Steinmann.

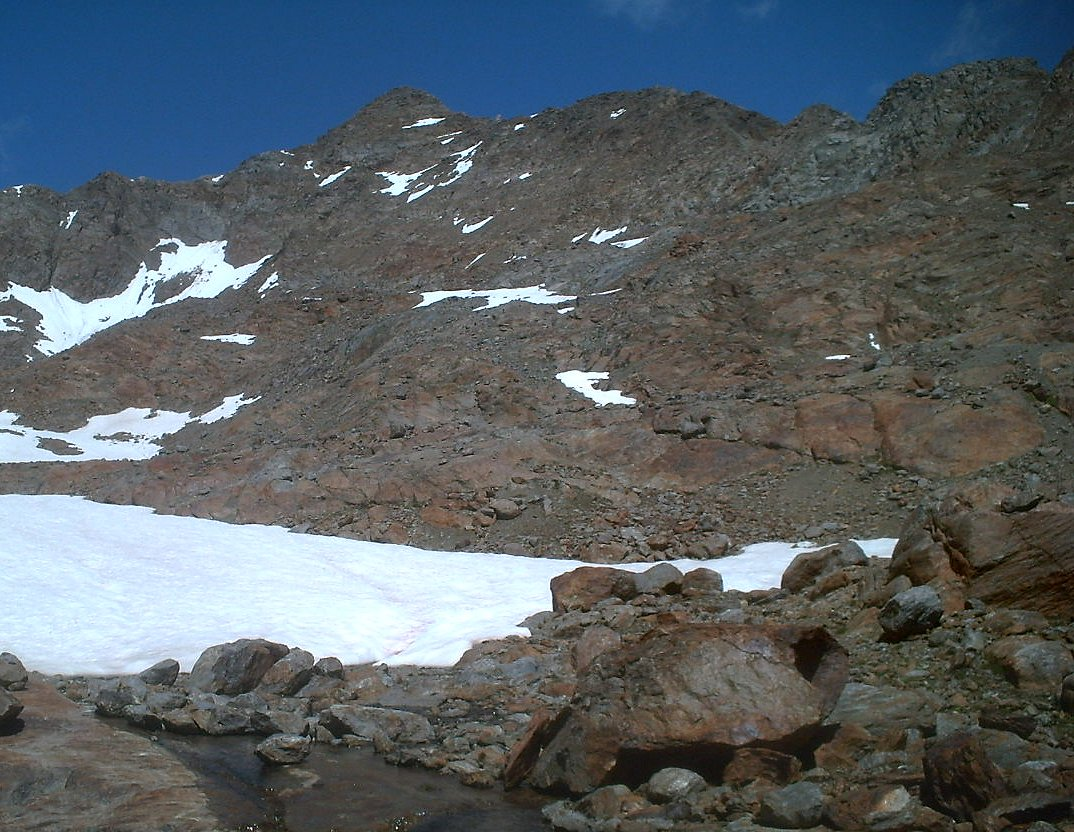
Löcherkogel von Südosten
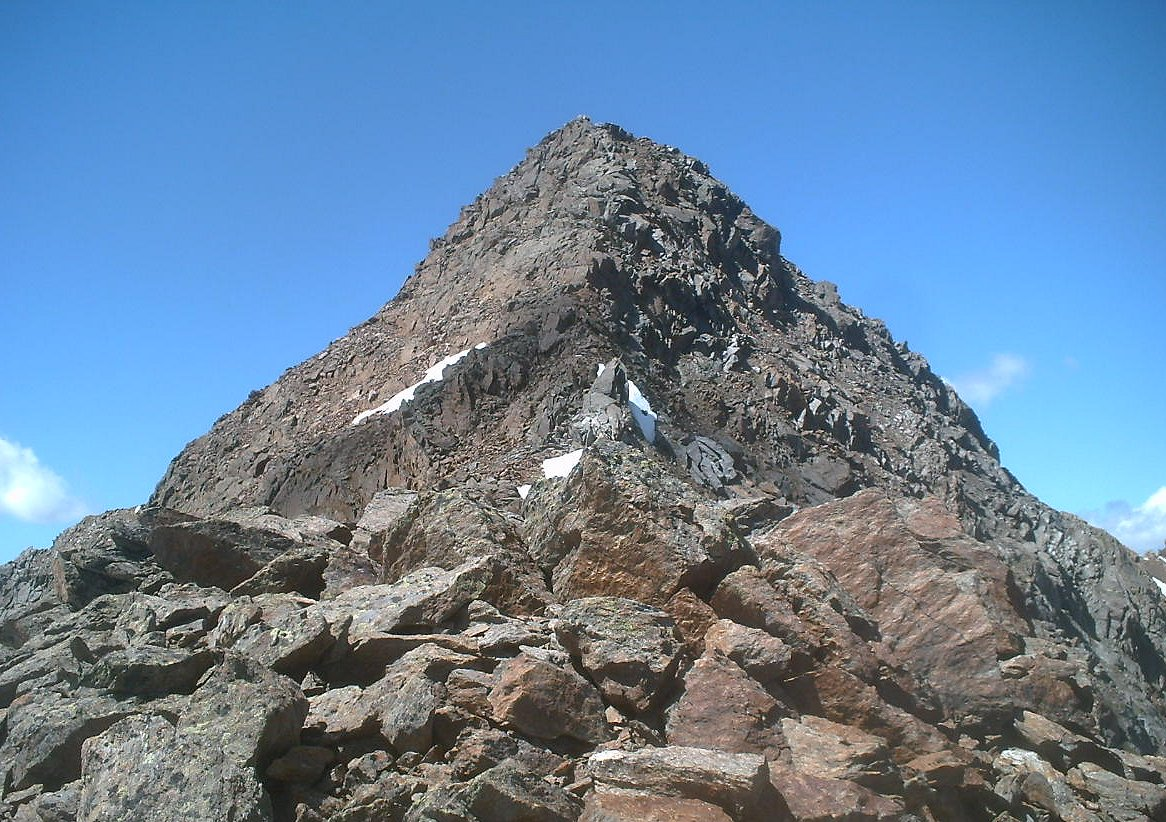
Der Gipfelaufbau des Löcherkogels von Südosten
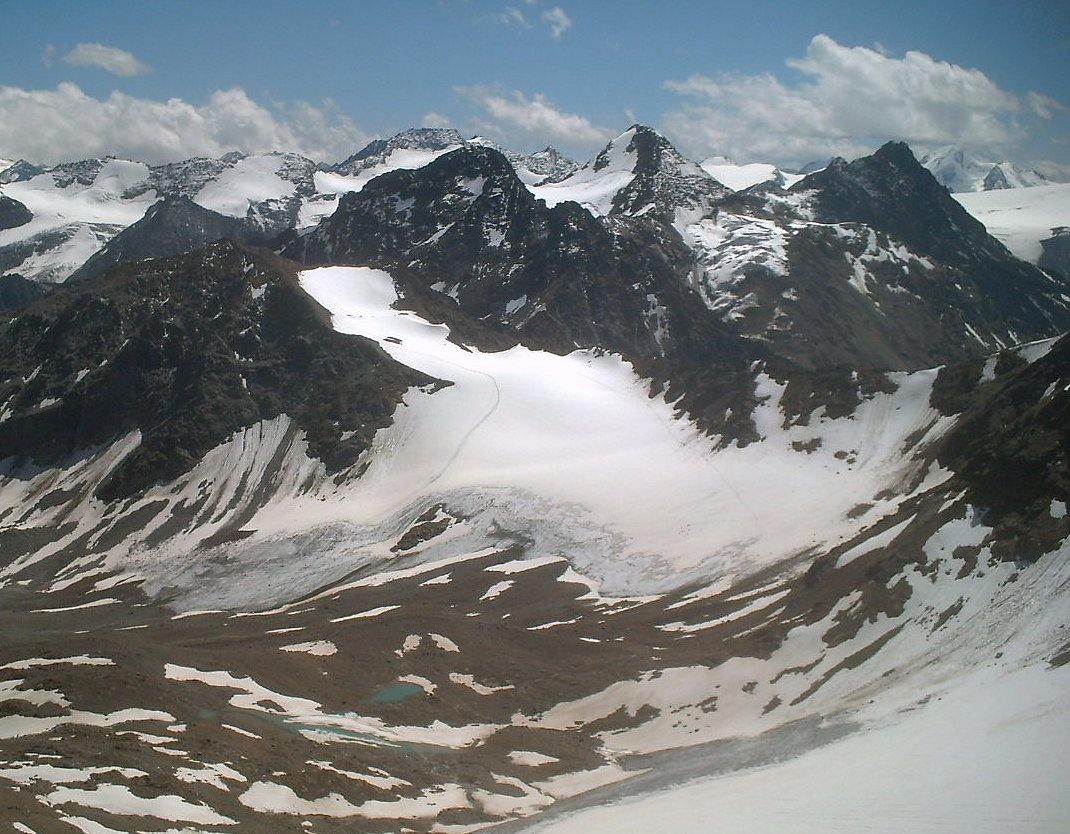
Blick auf den hinteren Kaunergrat vom Gipfel